# Hans Kudlich
Hans Kudlich (25. října 1823 Úvalno – 11. listopadu 1917 Hoboken) byl lékař a rakouský politik německé národnosti ze Slezska. Do dějin vešel jako osvoboditel sedláků, neboť během revolučního roku 1848 podal v rakouském Říšském sněmu návrh na zrušení poddanství. Po porážce revoluce žil ve švýcarském a americkém exilu.

## Rodina a vzdělání

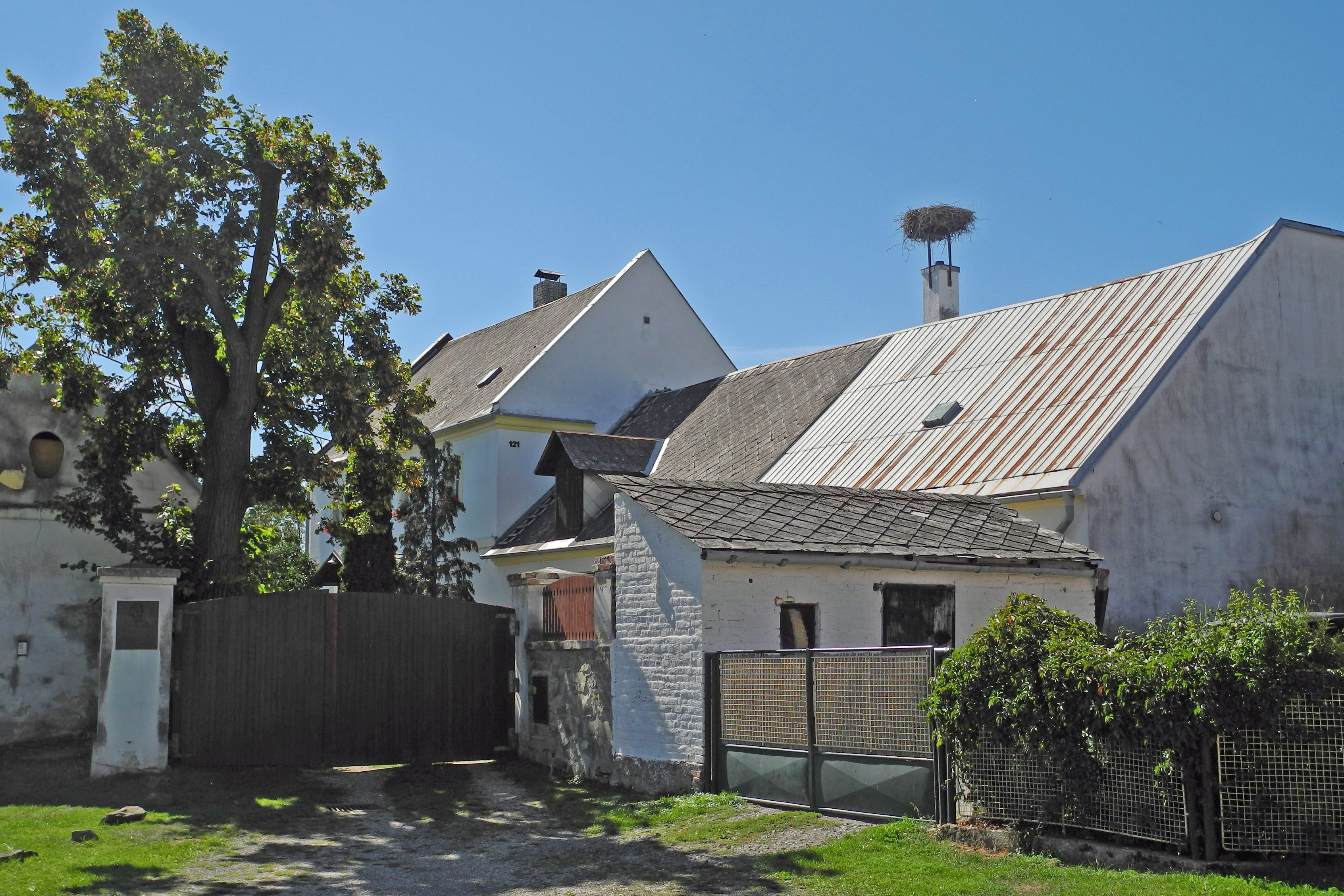
Kudlichův rodný dům v Úvalnu

Narodil se 1823 v Úvalnu (dříve Lobenstein ve Slezsku) jako nejmladší z 11 dětí robotou povinného sedláka Johanna Kudlicha a jeho ženy Eleonory Marie, rozené Ulrichové, kteří drželi dva selské dvory. V letech 1834 až 1842 navštěvoval gymnázium v Opavě, na kterém byl ve stejném čase žákem také pozdější objevitel zákonů dědičnosti Johann Gregor Mendel. Učitelem obou byl zemský historik Faustin Ens. Studoval nejprve filozofii (1840–1842) a pak práva (1842–1845) na Vídeňské univerzitě. Bydlel u tchána svého nejstaršího bratra, vídeňského notáře Dr. Augusta Eltze, jehož syny vyučoval jako domácí učitel.
Jeho bratr Josef Hermann Kudlich byl poslancem na prvním zasedání celoněmeckého parlamentu roku 1848 v kostele sv. Pavla ve Frankfurtu nad Mohanem.
Jeho synovec Hans Kudlich (1849–1928) byl na počátku 20. století poslancem Slezského zemského sněmu a rakouské Říšské rady.

## Politikem v letech 1848–1849
Při demonstraci 13. března 1848 byl před sídlem dolnorakouských stavů (Niederösterreichisches Landhaus) ve Vídni zraněn bajonetem. Přesto zůstal ve Vídni a jako člen studentské legie tu pokračoval v boji za svobodu. V květnu odjel do domovského Úvalna, aby se zde doléčil ze svého vážného zranění a zde byl navržen jako kandidát pro volby do rakouského ústavodárného Říšského sněmu. Ve volbách roku 1848 byl pak skutečně zvolen na rakouský ústavodárný Říšský sněm. Zastupoval volební obvod Horní Benešov ve Slezsku. Uvádí se jako doktorand práv. V užší volbě 24. června uspěl v Horním Benešově v okrese Bruntál. Ve druhém kole voleb obdržel také hlasy zástupců českých sedláků, kteří svého kandidáta před tímto druhým kolem odvolali.
Patřil ke sněmovní levici. Jako nejmladší poslanec ústavodárného říšského sněmu podal Kudlich již na 3. parlamentní schůzi 24. července 1848 návrh na zrušení poddanských vztahů včetně všech z toho vyplývajících povinností jako roboty a desátků. Návrh zákona byl projednáván zrychleně (pilný návrh) od 8. srpna. Sám Kudlich svůj návrh obšírně znovu zdůvodnil v pěti bodech: 1. zrušení poddanství, 2. zrušení roboty a desátku, 3. rychlé vyřešení případného odškodnění, 4. prozatímní ponechání činnosti patrimonálních soudů, 5. vydání oficiální státní proklamace k venkovskému lidu. Věc vyvolala širokou debatu. Podáno bylo 73 pozměňovacích návrhů a v rozpravě vystoupilo 50 poslanců. 26. srpna ještě jednou Kudlich pronesl závěrečné slovo. Jeho návrh byl nakonec přijat v lehce pozměněné podobě (otázka se vedla zejména o náhrady za zrušení poddanství) 31. srpna, respektive 1. září, a 7. září vstoupil v platnost.
Během říjnové revoluce 1848 ve Vídni se účastnil snah o zachování moci ústavodárného Říšského sněmu. Vyjednával bez výsledku s vojenskými představiteli, aby zrušili plán přesunout vojska k potlačení revoluce v Uhersku. Od 12. října do 4. listopadu cestoval po rakouském venkově a marně agitoval mezi horno- a dolnorakouskými sedláky, aby je získal pro ozbrojený zákrok a byl jako buřič krátce pronásledován státními úřady. Již v listopadu 1848 se ale opět zapojil do práce parlamentu, když s ústavodárným Říšským sněmem přesídlil z Vídně do Kroměříže.
Poté, co byl sněm v Kroměříži rozpuštěn vládou, uprchl do pruského Slezska, Lipska a dále ke svému bratrovi do Frankfurtu nad Mohanem. Následně se účastnil povstání ve Falci (Pfälzischer Aufstand) a stal se členem prozatímní revoluční vlády. Nakonec utekl přes jihoněmecká města Donaueschingen a Freiburg v červnu 1849 do Švýcarska.

## Švýcarský a americký exil
V Bernu byl Kudlich přijat v domě liberálního profesora medicíny Philippa Friedricha Wilhelma Vogta. V letech 1849 až 1853 studoval medicínu v Bernu. Pak byl ale vykázán z tohoto kantonu a pokračoval ve studiích v Curychu, kde byl v březnu 1853 promován na doktora lékařství. K tomu se oženil s Vogtovou dcerou Luise.
Na základě účasti na povstání ve Falci byl Kudlich 15. října roku 1851 v nepřítomnosti odsouzen v Rakouském císařství k smrti, přičemž 10. března 1854 byl odsouzen rakouskými úřady k smrti podruhé, za účast na říjnové revoluci ve Vídni v roce 1848. V dubnu 1853 byl na nátlak rakouského vyslance vyhoštěn ze Švýcarska.
Poté odcestoval přes Le Havre do USA. Nejprve žil v Greenpointu, pak ve Williamsburgu a od roku 1854 se usadil v Hobokenu v New Jersey, kde provozoval lékařskou praxi. Brzy se stal zástupcem Němců v Hobokenu, pomáhal založit četné německé spolky a školy. Během americké občanské války se přiklonil k Republikánské straně. Zasazoval se o zrušení otroctví a podporoval volbu Abrahama Lincolna prezidentem USA.
Poté, co Kudlicha císař František Josef I. roku 1866 omilostnil a rozsudek smrti byl zrušen, navštívil se svými devíti dětmi několikrát svou starou vlast, poprvé v letech 1871–1873.
Kudlich udržoval se svou původní vlastí čilý dopisní kontakt, v němž se – i přes své americké státní občanství – hlásil k němectví, ohrazoval se však proti každému projevu antisemitismu, protože podle Kudlicha oslaboval síly němectví. Politicky byl orientován liberálně (ale nikoliv marxisticky), antiklerikálně, všeněmecky a antihabsbursky. Ottův slovník naučný ovšem upozorňuje, že Kudlich byl v závěru 19. století stoupencem německého nacionálního hnutí. Když se v Rakousku ujala moci vláda Eduarda Taaffeho, podporovaná německými konzervativci, Čechy a Poláky, Kudlich měl vyzývat Němce v Rakousku k odporu proti slovanskému režimu Eduarda Taaffeho. České národní hnutí bylo vůči odkazu Hanse Kudlicha v 19. století ještě značně zdrženlivé. Když Národní listy v roce 1888 informovaly, že Kudlich přicestuje z USA do Brna na oslavy výročí zrušení poddanství, nazvaly článek Kudlicháda v Brně („... bylo znáno, že na Moravě byla robota již zrušena, když Kudlich počal si hráti na osvoboditele rolnictva.“) a akci interpretovaly spíše jako demonstraci moravského Němectva. Příslušné heslo v Ottově slovníku naučném z roku 1900 uvádí, že Kudlichovi je zrušení poddanství přičítáno neprávem, protože skutečnou iniciativu v tomto ohledu měl vyvinout český poslanec František August Brauner. Historik Otto Urban k tomu uvádí, že Brauner skutečně byl uznávaným znalcem robotní otázky, ale v době, kdy se Kudlichův návrh začal projednávat v parlamentu, byl ještě ve vyšetřovací vazbě. Později se Brauner do rozpravy o návrhu zapojil, nicméně Urban ho za hlavního iniciátora zrušení poddanské povinnosti neoznačuje.
Ve dnech 7. až 8. září 1888 se uskutečnilo odhalení pomníku zrušení roboty v Teplicích na vrchu Jalovčiny, jehož se zúčastnil i Hans Kudlich.
Kudlich zemřel roku 1917 ve věku 94 let v Hobokenu. Kdysi nejmladší poslanec ústavodárného sněmu zemřel jako poslední žijící z 383 poslanců. Protože jeho poslední přání znělo: „Chci domů“, byla jeho urna roku 1925 převezena do Úvalna a slavnostně uložena do rozhledny na vrchu Strážiště (nazývána též rozhlednou Hanse Kudlicha) nad obcí.

## Uctění
- Österreichische Gesellschaft für Land- und Forstwirtschaftspolitik uděluje každoročně cenu, která nese jméno osvoboditele sedláků.
- Univerzita Johanna Keplera v Linci uděluje stipendium Hanse Kudlicha.
- Řada ulic, náměstí, pamětních tabulí a pomníků v Německu a Rakousku připomíná jeho životní dílo.
- V českých zemích vznikla řada pomníků (podrobněji níže), a pokud jde o názvy veřejných prostranství, jeho jméno nesla v Brně dnešní ulice Botanická od svého vzniku v roce 1910 do roku 1919 a znovu v období Protektorátu[11]; další byla v období Protektorátu v Kroměříži[12] a náměstí v Olomouci[13]. Pamětní deska je umístěna na hrobě rodiny Kudlichů v Úvalně[14]
- Rakouská pošta vydala v roce 1998 známku připomínající 175 let od narození osvoboditele sedláků.
- První prezident Spolkové republiky Německo, Theodor Heuss, věnoval Kudlichovi esej ve své knize Schattenbeschwörung - Randfiguren der Geschichte.
- Viktor Heeger napsal divadelní hru „Hans Kudlich“ v roce 1914.

### Pomníky
K roku 2012 existovalo ve světě 76 pomníků, které připomínají osobnost Hanse Kudlicha. V Česku se jich dochovalo 16 z původních 64. Většina z nich se nacházela v oblasti dřívějších Sudet (například Kudlichův pomník v Teplicích) a po druhé světové válce mnohé zanikly. Některé ale byly obnoveny, například pomník v Horním Žandově na Chebsku byl znovuodhalen roku 2007. Další z existujících pomníků se nacházejí na severu Česka, na Frýdlantsku, a sice u kostela svatého Michaela archanděla v Bulovce nebo na jedné ze silničních křižovatek v Dolní Řasnici. Jeden z pomníků je též v katastrálním území Rychnov nad Malší. Další památník Hanse Kudlicha z roku 1925 byl opraven v roce 2009 ve Vrbici u Bezdružic.

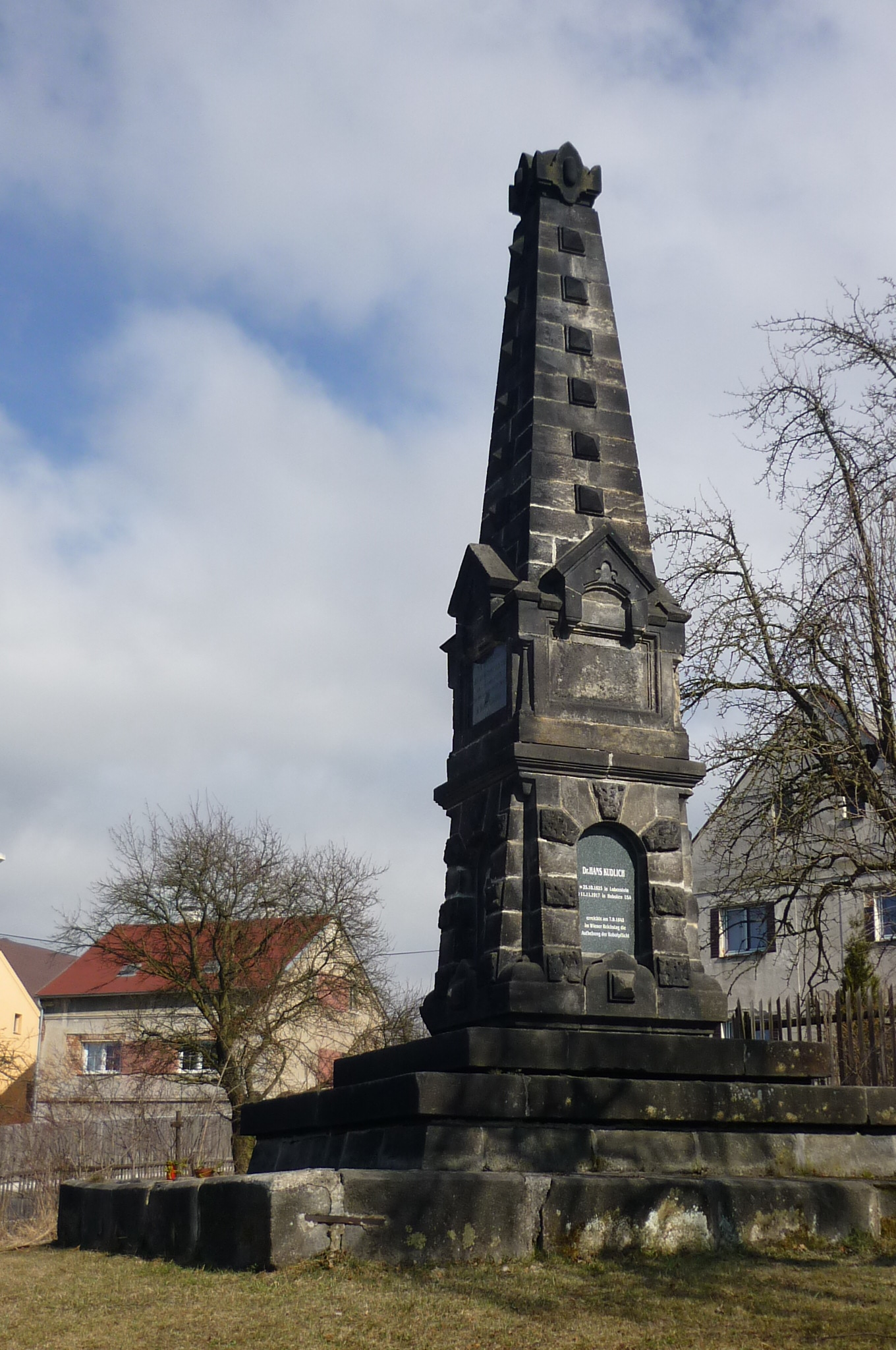
Pomník Hanse Kudlicha v Ludvíkovicích
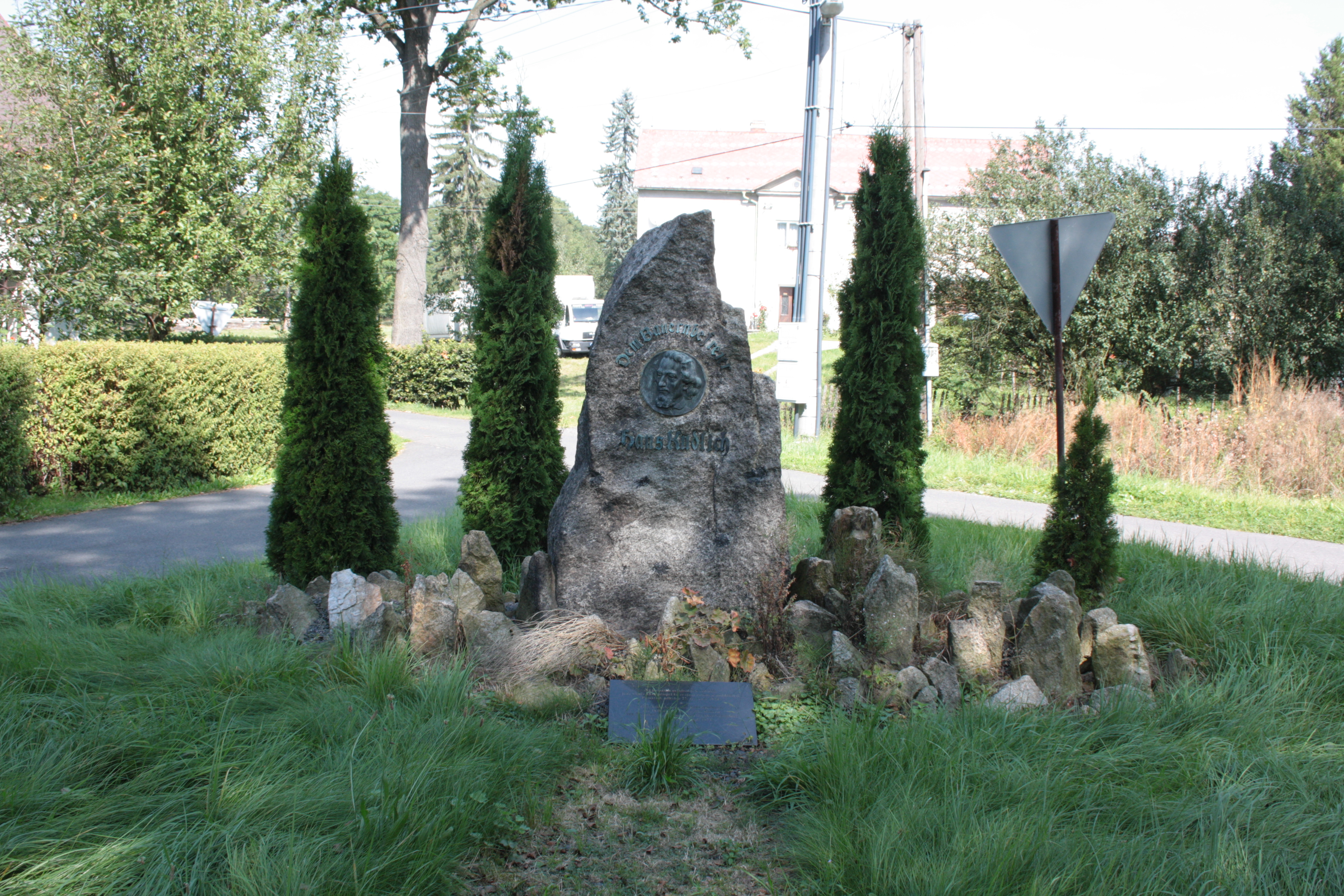
Pomník Hanse Kudlicha v Dolní Řasnici
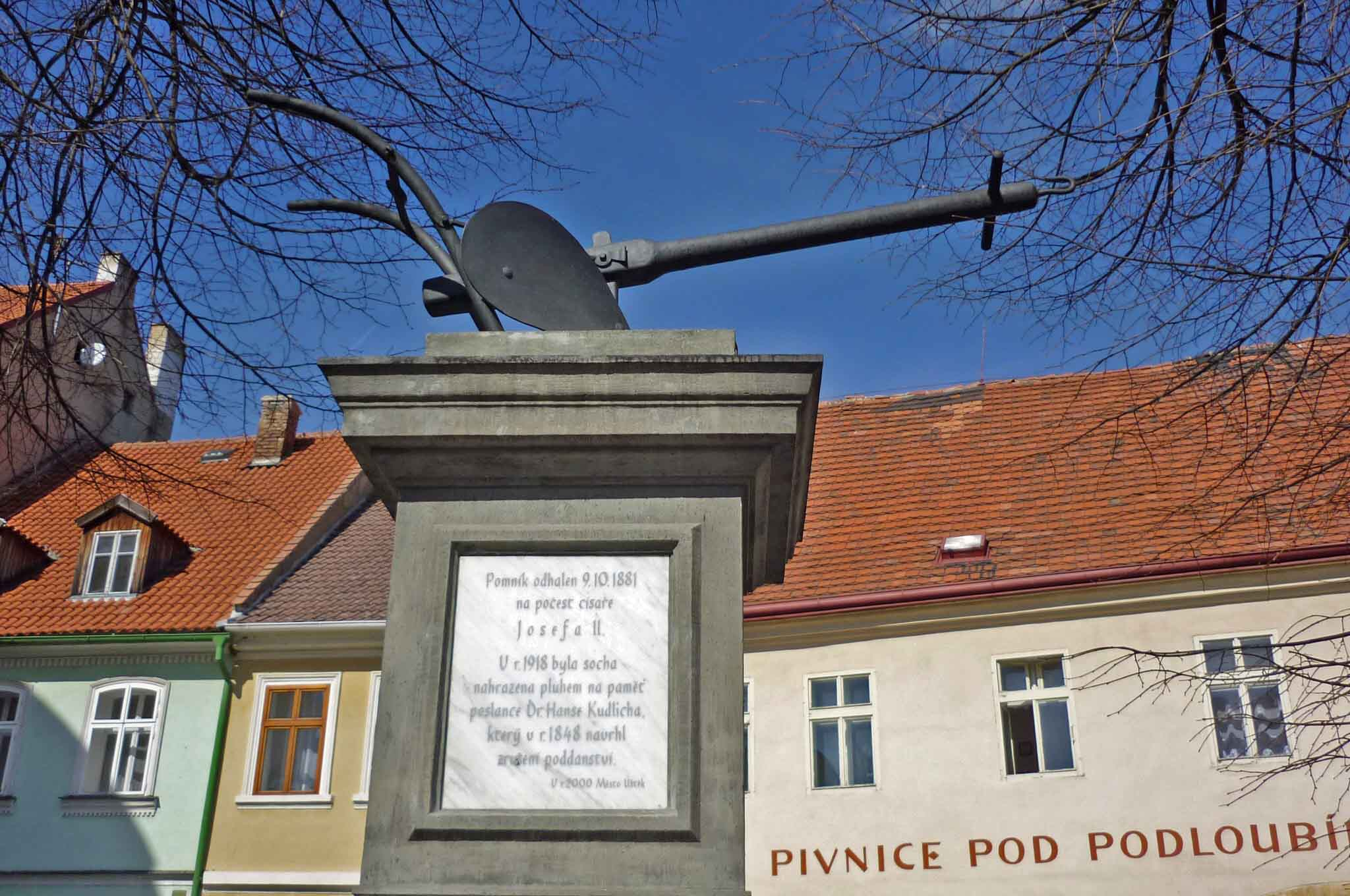
Úštěk (původní pomník Josefa II. nahrazen 1918 pluhem)
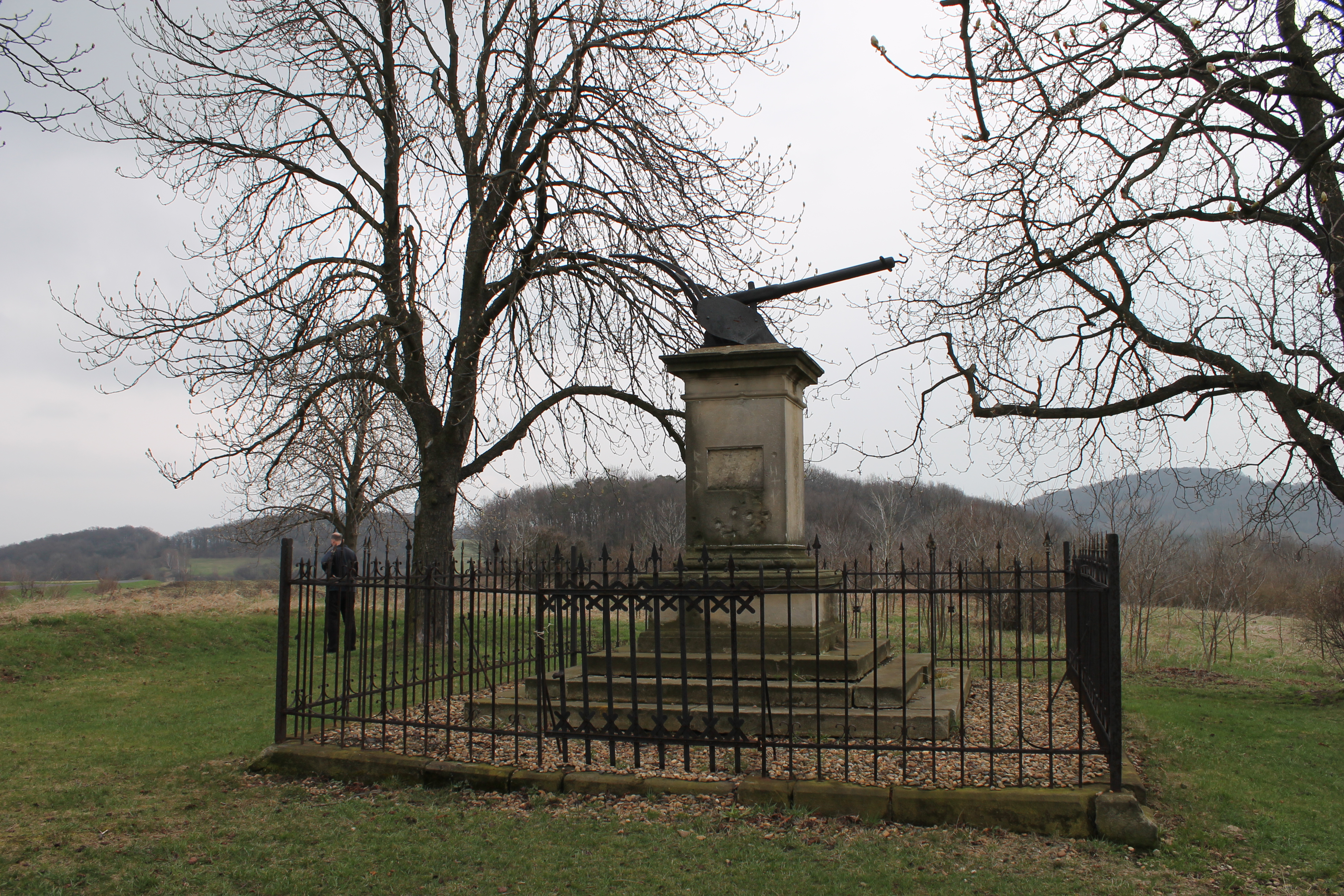
Pomník Hanse Kudlicha, Kletečná (2013)
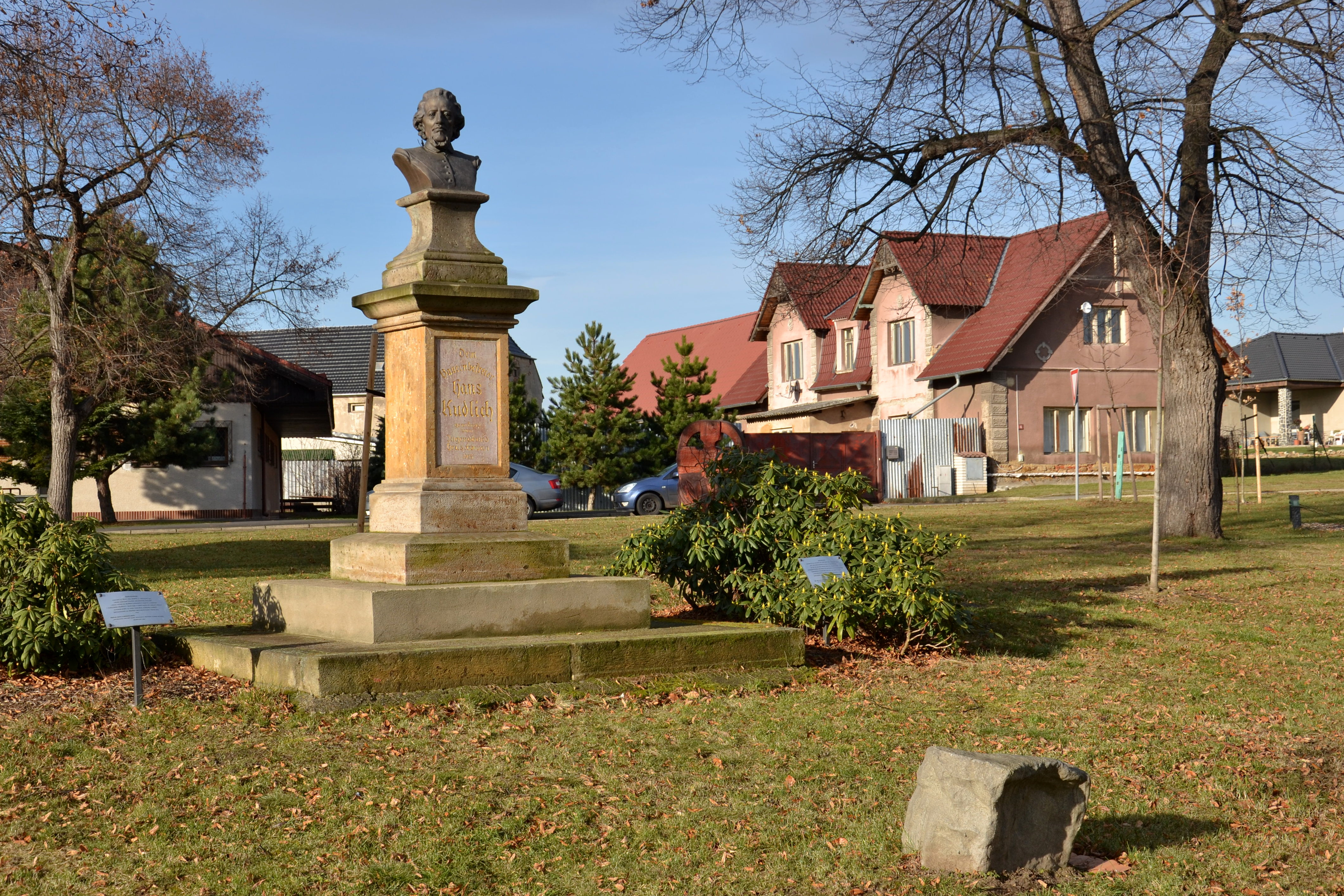
Pomník Hanse Kudlicha v Hrušovanech (2016)
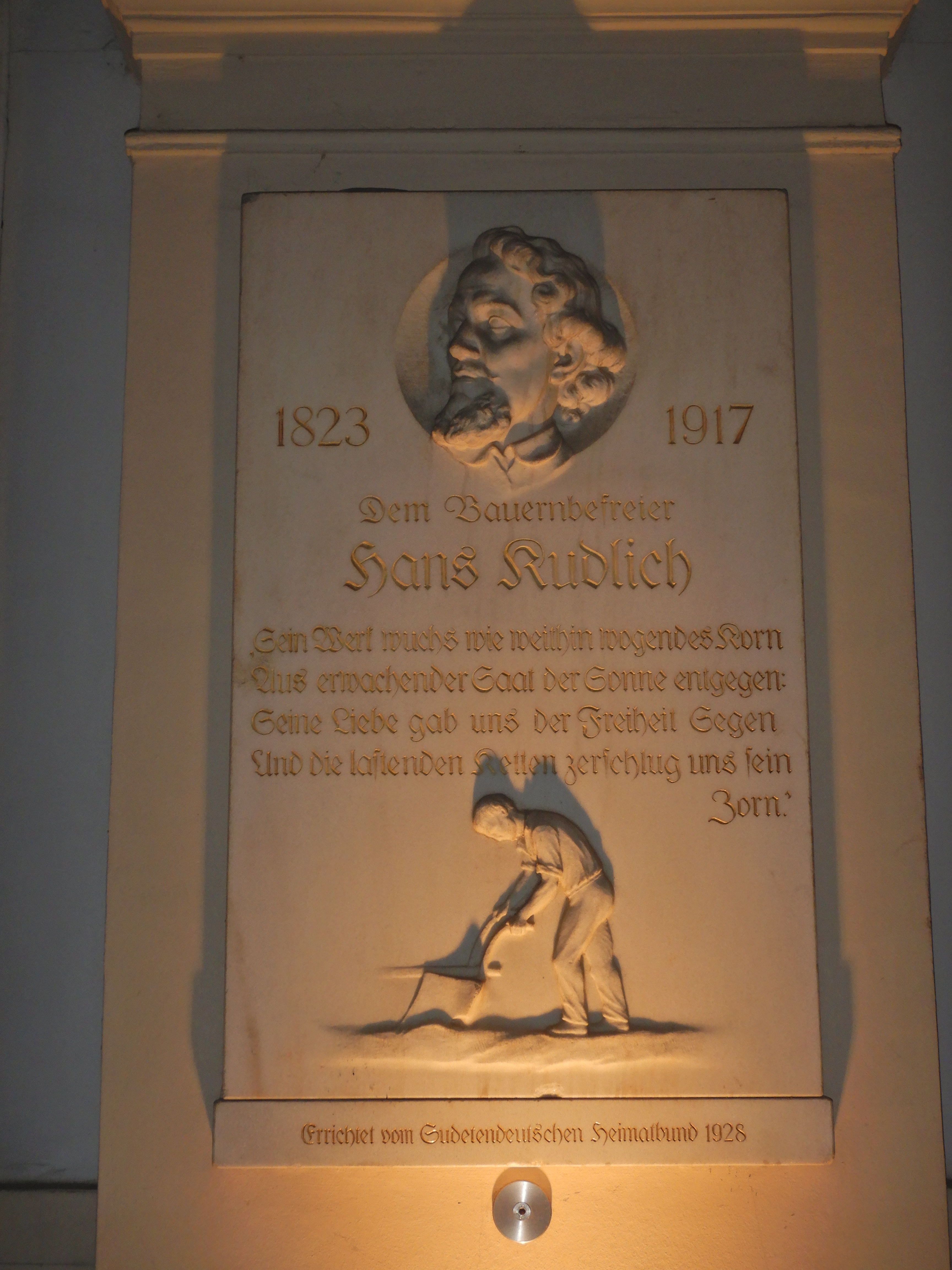
Pamětní deska Vídeň 1, Herrengasse 13 (2018)